# Stefano Ticci
Stefano Ticci (n. 13 mai 1962, Forte dei Marmi, Toscana, Italia) este un bober ce a reprezentat Italia, medaliat olimpic. A participat la 4 ediții ale Jocurilor Olimpice (1984, 1988, 1992, 1994) în care a câștigat o medalie de bronz.